# Diaea shirleyi
Diaea shirleyi är en spindelart som beskrevs av Henry Roughton Hogg 1922. Diaea shirleyi ingår i släktet Diaea och familjen krabbspindlar.
Artens utbredningsområde är Vietnam. Inga underarter finns listade i Catalogue of Life.